# سپک تاکرا
سپک تاکرا یا بوریاوالی (باهاسا اندونزی و مالایی: Sepak takraw، به تایلندی: ตะกร้อ، به لائو: :ກະຕໍ້) ورزشی شبیه والیبال است که به‌جای دست از پا برای گذراندن توپ از تور استفاده می‌شود. این بازی از ورزش‌های بومی جنوب شرق آسیا است و در تایلند، مالزی، لائوس و اندونزی بسیار محبوب است.
سپاک در زبان مالایی به معنای لگد زدن است و تاکرا در زبان تایلندی به معنی توپ است.
این رشته در تایلند معمولاً فقط تاکرا نامیده می‌شود و در لائوس به تای تاکرا معروف است. در فیلیپین هم این ورزش به سیپا (Sipa) معروف است. والیبال با پا هم نامی است که به این ورزش در ایران داده‌اند.
مسابقات بین‌المللی سپک تاکرا زیر نظر فدراسیون جهانی سپک تاکرا برگزار می‌شود و سپک تاکرا قهرمانی جهان (با عنوان جام پادشاهی) هرسال در بانکوک برگزار می‌شود.
سپک تاکرا در برنامه مسابقات بازی‌های آسیایی و بازی‌های آسیایی داخل سالن هم قرار دارد.

## پیشینه
سپک تاکرا از ورزش چینی کوجو (به معنی لگد پا) ریشه گرفته که از مسیر ارتباطات تجاری وارد جنوب شرق آسیا شد و از ۵۰۰ سال قبل در این منطقه محبوبیت یافت. این بازی در مالایا سپک راگا (به معنی لگد توپ خیزران) و در تایلند تاکرا نامیده می‌شد.
شکل امروزین این رشته از دویست سال پیش پیدا شد. وزارت ورزش سیام در سال 1828 برای نخستین بار مجموعه قوانین سپک تاکرا را منتشر کرد.
گروهی به شکل دایره می‌ایستادند و با چوب به توپ ضربه می‌زدند و ساعت‌ها به این بازی می‌پرداختند و تا زمانی که توپ به زمین‌می‌خورد جزو امتیازات آن گروه محاسبه می‌شد و بسیار شبیه بازی ژاپنی کماری بود.
در سال ۱۹۶۵ تور به این ورزش اضافه شد و به چیزی شبیه والیبال امروزی تبدیل شد.
و بالاخره اینکه این ورزش در آذر سال ۸۱ توسط علی فولادی راد وارد ایران شد و زیر نظر فدراسیون همگانی آغاز به کار کرد. در همین سال طی حکمی از سوی محمد علیپور علی فولادی راد به عنوان اولین رئیس انجمن این رشته منصوب شد و تا سال ۱۳۸۸ عهده‌دار این پست بود تا اینکه در سال ۸۹ سهراب آزاد به عنوان دومین رئیس انجمن سپک تاکرا ایران کار خودش و آغاز کرد و تا حالا هم ایشان سکان دار هدایت این رشته در ایران هستند

## مقررات
اندازه زمین و ارتفاع تور بازی شبیه بدمینتون است و هر تیم معمولاً ۳ بازیکن دارد. قوانین فعلی امتیازگیری در بازی تا حد زیادی شبیه والیبال است. اما سه تفاوت مهم دارد که به شرح زیر است:
- دست (از سر شانه تا پائین) تنها قسمت بدن است که استفاده از آن ممنوع است.
- هر بازیکن می‌تواند قبل از گذشتن توپ از تور بیش از یک‌بار به آن ضربه بزند.
- هیچ چرخش و دورانی برای موقعیت‌های دفاعی یک تیم نیست.
- عبور هر قسمت از بدن بازیکنان به زمین مقابل چه از بالای تور چه از پایین تور خطا بوده و یک امتیاز به حریف تخصیص می‌یابد.
- بازیکنان تا قبل از عبور ضربه سرویس حق خارج شدن از دایره‌های مشخص شده را ندارند و چنانچه از آن‌ها خارج شوند یا پای خود را روی خطوط بگذارند خطا گرفته خواهد شد.

### سرویس
بازیکن زننده سرویس پای خود را روی دایره سرویس که در زمین تعبیه شده قرار می‌دهد (پای تکیه گاه نباید از دایره خارج شود) و بازیکنانی که در نیم دایره کناری در چپ و راست زمین (نیم دایره‌ای به شعاع ۹۰ سانتی‌متر که با خط وسط زمین و خطوط کناری مرتبط است) ایستاده‌اند، توپ را برای سرویسور پرتاب می‌کنند. پس از انداختن توپ برای بازیکنی که سرویس می‌زند ۲ بازیکن دیگر دوباره به موقعیت دفاعی بازمی‌گردند.
هنگامی که بازی با ضربه سرویس آغاز می‌شود، مهاجم تیم می‌تواند از یک بار تا ۳ بار به توپ ضربه بزند.
سرعت توپ در سپک تاکرا گاهی به ۱۴۰ کیلومتر در ساعت هم می‌رسد.

### کسب امتیاز

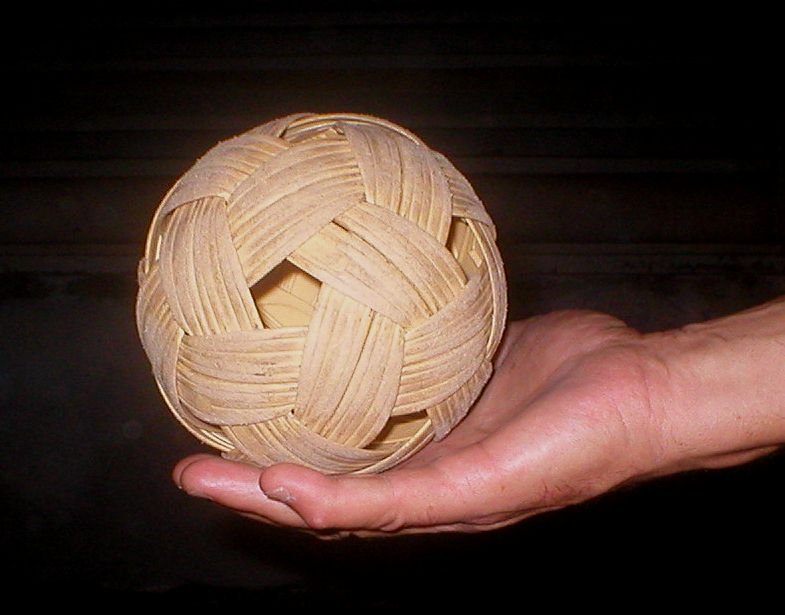
توپ پلاستیکی سپک تاکرا

هر تیمی که بتواند ۲ ست از ۳ ست بازی را از آن خود کند برنده مسابقه خواهد بود. هر ست ۲۱ امتیاز دارد که در ست سوم تنها کسب ۱۵ امتیاز برای پیروز شدن تیم مقابل کافی‌ست.

### توپ
دو نوع توپ در این ورزش مورد استفاده قرار می‌گیرد که یک نوع آن از پلاستیک و فایبر گلاس است و نوع دیگر که در گذشته به‌کار می‌رفت از خیزران و بامبو بوده‌است. توپ پلاستیکی از سوی انجمن آسیایی سپک تاکرا توپ رسمی مسابقات شناخته شده‌است.
وزن توپ بین ۱۵۰ تا ۱۶۰ گرم برای بانوان و ۱۷۰ تا ۱۸۰ گرم برای آقایان و محیط آن ۴۰ سانتی‌متر است. این توپ کوچکتر از توپ هندبال و کمی بزرگ‌تر از توپ سافت‌بال است.

## انواع سپک تاکرا
در حال حاضر در کل دنیا ۳ نوع سپک تاکرا انجام می‌شود:
- هوپ تاکرا: شبیه بسکتبال؛ با حلقه‌ای که از سقف آویزان است و ۵ بازیکن که زیر حلقه هستند باید طی مدت ۳۰ دقیقه با ضربات پا توپ را وارد حلقه کنند.
- دبل تاکرا: با دو نفر بازیکن که روبروی هم قرار می‌گیرند.
- سپک تاکرای ساحلی: روی شن و ماسه ساحلی مانند والیبال ساحلی که با ۴ بازیکن انجام می‌شود.
- تیم رگو: در این نوع بازی‌ها هر نماینده سه تیم ۳ نفره را برای مقابله با حریفان اعلام کرده و برنده دو بازی از ۳ بازی برنده نهایی دیدار دو نماینده خواهد بود.
- تیم دبل: همانند تیم رگو با این تفاوت که سه تیم دو نفره به مصاف یکدیگر می‌روند.

## سازمان بین‌المللی سپک تاکرا
مقر فدراسیون آسیایی سپک تاکرا(ASTAF) در کشور سنگاپور و مقر فدراسیون جهانی سپک تاکرا (ISTAF) در بانکوک، تایلند قرار دارد. در حال حاضر ۵۴ کشور عضو رسمی فدراسیون جهانی رشته سپک تاکرا هستند.
مسابقات کشوری سپک تاکرا
مسابقات کشوری سپک تاکرا به صورت رسمی از سال ۱۳۸۲ در قم آغاز شد.
در طی سال‌های ۸۲ الی ۸۹ چندین مسابقه قهرمانی کشور و لیگ در شهرهای رشت، آمل، کرج، اصفهان و… برگزار شد.
در سال ۱۳۸۹ دور جدیدی از مسابقات سپک تاکرا با نام سوپر لیگ در استان آذربایجان غربی - ارومیه برگزار گردید و این مسابقات آغازی بود برای پیشرفت حرفه‌ای تر این رشته در ایران
سپک تاکرای بانوان
سپک تاکرای بانوان نیز از سال بعد به صورت مسابقات کشوری برگزار شد که نتیجه این دیدارها با صورت ذیل می‌باشد.
سال ۱۳۹۱
در لیگ بزرگسالان در بخش رگو - تیم‌های گنبد مقام نخست، تیم گیلان نایب قهرمان و تیم مرکزی رتبه سوم را کسب کرد
در بخش دبل استان مرکزی عنوان نخست و تیم گنبد (گلستان) نایب قهرمان شدند.
در بخش هوپ تاکرا مرکزی مقام اول و گنبد مقام دوم را کسب کردند
سال ۱۳۹۲
در مسابقات کشوری رده جوانان بیست سال استان مرکزی مقام نخست و دو تیم قم و مرکزی ب عناوین دوم و سوم را کسب کردند.
سال ۱۳۹۳
در مسابقات کشوری لیگ بزرگسالان گنبد (گلستان) مقام اول استان گیلان مقام دوم و استان مرکزی مقام سوم را به خود اختصاص دارند.
سال ۱۳۹۴
در این سال در رده جوانان زیر ۱۸ سال استان مرکزی مقام اول استان خراسان شمالی مقام دوم را کسب کردند
سال ۱۳۹۵
مسابقات لیگ بزرگسالان:
مقام اول گنبد (گلستان) مقام دوم مرکزی و خراسان رضوی (مشهد) مقام سوم را کسب کردند.
رده سنی زیر ۱۸ سال:
مقام اول استان کرمان مقام دوم استان مرکزی و مقام سوم استان چهارمحال بختیاری (شهرکرد)
در بخش دبل بزرگسالان مقام اول گنبد گلستان مقام دوم مرکزی و مقام سوم مشهد
سال ۱۳۹۶
این رقابت‌های با حضور بیش از ۱۵۰ ورزشکار در دو رده سنی جوانان و بزرگسالان در شهر ایلام برگزار شد و در رده بزرگسالان دیویژن A گنبد گلستان مقام اول مرکزی دوم و لرستان و گیلان مشترکاً سوم شدند.
در رده بزرگسالان دیویژن B استان کرمان مقام اول و استان ایلام مقام دوم و استان‌های قم و چهارمحال بختیاری مشترکاً سوم شدند.
در رده سنی زیر ۱۸ سال استان‌های کرمان، مرکزی عناوین اول و دوم و خراسان رضوی و چهارمحال بختیاری رتبه سوم مشترک را کسب کردند.
سال ۱۳۹۷
در رده زیر ۱۸ سال استان مرکزی مقام اول مقام دوم استان کرمان و مقام سوم مشترک نصیب تیم‌های خراسان رضوی و تهران شد.

## نگارخانه

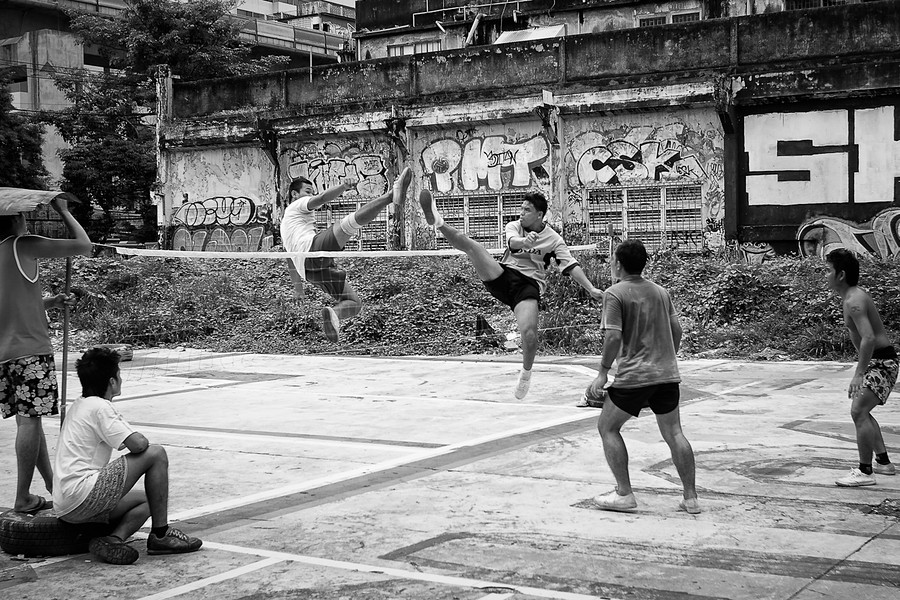